# محسن سیدین
محسن سیدین (زاده ۱۳۲۴ - خمین) نماینده حوزه خمین استان مرکزی در مجلس اول شورای اسلامی بود.
| دوره نمایندگی | تعداد رای | درصد آراء |
| ------------- | --------- | --------- |
| اول           | ۲۹٬۶۶۱    | ۷۳٫۸۰     |